# Pierre Hallet
Pierre Henry Adrien Hallet (Lens-Saint-Remy, 28 juni 1810 – 4 juli 1888) was een Belgisch volksvertegenwoordiger.

## Levensloop
Hallet was een zoon van de landbouwer Bernard Hallet en Catherine Cartuyvels. Hij trouwde met Euphrasine Degeneffe.
Hij was provincieraadslid van 1844 tot 1848. Van 1835 tot 1847 was hij burgemeester van Hannuit. In 1848-1850 was hij arrondissementscommissaris van Borgworm.
In 1880 (hij was toen al zeventig) werd hij volksvertegenwoordiger voor het arrondissement Borgworm, na het overlijden van Emile De Lexhy. Hij vervulde dit mandaat tot in 1886.
Hallet was lid van een vrijmetselaarsloge.